# ایواکافتور
ایواکافتور (انگلیسی: Ivacaftor؛ تلفظ انگلیسی: آیواکَفتر) با نام تجاری ((انگلیسی: Kalydeco؛ تلفظ انگلیسی: کالای‌دِکو) نام دارویی است که در درمان فیبروز سیستیک ناشی از جهش ژن «تنظیم‌کننده هدایت تراغشایی فیبروز سیستیک» (به‌ویژه جهشِ G551D) بکار می‌رود که تنها ۴–۵٪ موارد بیماری را شامل می‌شود. نوع ترکیبی این دارو هم به صورت «لوماکافتور/ایواکافتور» با نان تجاری «اورکامبی» (Orkambi) هم موجود است که در درمان بیمارانی که جهشِ «ΔF508» دارند، استفاده می‌شود.
این دارو با همکاری شرکت دارویی ورتکس و بنیاد فیبروز سیستیک ساخته شد و نخستین دارویی است که به درمان ریشه‌ای این بیماری (و نه درمان علامتی آن) می‌پردازد.
ایواکافتور در ژانویهٔ ۲۰۱۲ میلادی توسط سازمان غذا و دارو آمریکا تأیید شد «مهم‌ترین داروی سال ۲۰۱۲» و همچنین «یک داروی شگفت‌انگیز» لقب گرفت. داروی ترکیبی اورکامبی نیز در ژوئیه ۲۰۱۵ توسط سازمان غذا و دارو آمریکا تأیید شد.
ایواکافتور یکی از گران‌ترین داروهاست که هزینه‌ای بالغ بر ۳۰۰٬۰۰۰ دلار آمریکا در سال دارد.